# Евангеличка црква у Сомбору
Евангеличка црква у Сомбору подигнута је 1901. године, на данашњем Тргу Косте Трифковића.

## Историја
Евангеличка парохија у Сомбору је основана 1880. године, а богослужења су првобитно одржавали у изнајмљеној кући. Црква је подигнута 1901. године у непосредној близини Централне школе и Градског позоришта, у тадашњој Змијиној улици. Плац за цркву и парохијски дом плаћен је 11.000 круна, а само зидање цркве коштало је још 10.000 круна. Црква је освећена 8. децембра 1901. године. До 1908. године у Евангеличкој цркви богослужења су одржавали и овдашњи реформати.

## Архитектура
Црква је грађевина правоугаоне основе, са полукружном апсидом. Уз цркву је 1903. године саграђен и парохијски дом, док је црквени торањ подигнут тек неколико деценија касније. Дозволу за изградњу торња Евангелистичка црква је затражила од градских власти 1936. године, а камен темељац је постављен почетком септембра 1937. године. Свечано освећење било је одржано 12. децембра исте године. Финансирање је било обезбеђене из донација грађана свих вера и народности, као и уз помоћ других евангеличких цркава и управе града Сомбора. Kада је торањ подигнут, на поклон је добијено звоно од немачког евангеличког удружења „Густав Адолф” (названог по имену шведског краља).
Kако се након Другог светског рата, после исељења Немаца, број евангеличких верника у Сомбору знатно умањио, црква деценијама није имала сталног пастора, а изнутра и споља је полако пропадала. Детаљна спољна и унутрашња реконструкција Евангеличке цркве, средствима ове верске заједнице и града Сомбора, урађена је од краја 2015. до краја 2017. године, приликом уређења трга испред Градског позоришта.